# Glandora
Glandora es un género de plantas con flores perteneciente a la familia Boraginaceae. Comprende 6 especies. Género recientemente escindido de Lithodora, del que se
diferencia, entre otros caracteres, por sus corolas pelosas. Estudios recientes de
filogenia molecular han mostrado que el género Glandora es hermano de
Buglossoides, Aegonychon, Lithospermum, Macromeria  y Onosmodium. Por el contrario, Lithodora se relaciona con los géneros Paramoltkia
Greuter, Mairetis I.M. Johnst., Halacsya Dörfl. y Neatostema.
Las 6 especies que contiene este género, tienen distilia o dimorfismo estilar.

## Descripción
Subarbustos, setoso-híspidos o seríceos, sin pelos pluricelulares largos glandulíferos. Hojas enteras, las caulinares alternas, las medias y superiores sésiles, subsésiles o cortamente pecioladas, no decurrentes. Inflorescencia simple, ± espiciforme, con cimas simples, paucifloras, densas o laxas en la floración y fructificación. Flores actinomorfas, erectas, bracteadas, sésiles, subsésiles o pediceladas. Cáliz gamosépalo, dividido casi hasta la base, con lóbulos homomorfos, enteros, híspido o seríceo, con pelos rectos. Corola infundibuliforme, pelosa por la cara externa, azul –violeta con la desecación–, con los lóbulos erectopatentes o patentes; tubo más largo que los lóbulos de la corola, recto, cilíndrico, peloso por ambas caras, a veces internamente glabro, sin anillo interno de escamas nectaríferas en la base; garganta glabra o pelosa, sin escamas ni invaginaciones; lóbulos obtusos, pelosos en el dorso. Estambres 5, inclusos o débilmente exertos, adnatos a la misma altura en el tubo de la corola, cerca del ápice o hacia la mitad, o a distintas alturas en la mitad superior del tubo, con filamentos más
cortos o más largos que las anteras, estrechos, glabros, sin apéndices; anteras no
apiculadas, libres, inclusas o subexertas. Ovario tetralobado; estilo simple o bí-
fido, incluso o exerto, ginobásico; estigmas 1, bilobado, o 2, globosos o elípticos. Fruto pétreo, en tetranúcula. Núculas monospermas, ovoides o subovoides, aquilladas ventralmente, lisas, ruguladas o finamente tuberculadas, sin anillo basal, con la base de inserción ± elíptica, plana o cóncava, y generalmente con un apéndice céntrico, ± cilíndrico, íntimamente unidas por su base en el receptáculo plano.

## Especies
- Glandora diffusa (Lag.) D.C.Thomas
- Glandora moroccana (I.M.Johnst.) D.C.Thomas
- Glandora nitida (Ern) D.C.Thomas
- Glandora oleifolia (Lapeyr.) D.C.Thomas
- Glandora prostrata (Loisel.) D.C.Thomas
- Glandora rosmarinifolia (Ten.) D.C.Thomas